# جبر دوری

## تعریف جبر دوری
{\displaystyle k}
را به عنوان میدان پس‌زمینه بردارید. یک
{\displaystyle k}
-جبرِ 
{\displaystyle A}
را یک جبر دوری گوئیم هرگاه عنصر
{\displaystyle x\in A}
ای وجود داشته باشد که
{\displaystyle A=k[x]}
. به عنصری از جبر دوریِ
{\displaystyle A}
که با افزودن آن به میدان پس‌زمینه بتوانیم 
{\displaystyle A}
را تولید کنیم یک مولد برای این جبر دوری می‌گوئیم.
حلقهٔ چندجمله‌ای‌های یک متغیره با ضرایب از
{\displaystyle k}
یک نمونهٔ بدیهی از 
{\displaystyle k}
جبرهای دوری است. 
به عنوان نمونهٔ سادهٔ دیگری می‌توان حلقه‌های خارج قسمتی از حلقهٔ چندجمله‌ای‌های تک متغیره را عنوان کرد. 

## ویژگی‌ها
توجه کنید که یک 
{\displaystyle k}
-جبر یک فضای برداری روی 
{\displaystyle k}
نیز است. بنابراین می‌توان عناصر یک 
{\displaystyle k}
-جبر را به چشم بردار نیز دید. با کمک گرفتن از این دید می‌توانید به سادگی ثابت کنید که؛
قضیه: هر عنصر عمومی از یک 
{\displaystyle k}
-جبر دوری متناهی بعد (بعد فضای برداری)، یک مولد از آن می‌باشد.
نخست یادآور می‌شویم که یک عنصر را در جبر، عمومی می‌نامیم اگر عضو متمم صفرهای یک دستگاه از چندجمله‌ای‌ها باشد. در اثبات قضیهٔ بالا برای جبرمان که یک فضای برداری است یک پایه برمی‌داریم و یک عنصر دلخواه را با نمایش برداری‌اش بر حسب این پایه نمایش می‌دهیم. در جریان اثبات برای عنصر دلخواهی که ضرایب نمایشش بر حسب این پایه در یک دترمینان که از جنس چندجمله‌ای‌است مقدار صفر نمی‌دهند، مولد بودن را ثابت می‌کنیم بنابراین تا حد مفهوم عنصر عمومی، عنصرمان دلخواه است. اما این مطلب از ارزش این قضیه نمی‌کاهد چرا که اگر یک عنصر به‌طور تصادفی انتخاب کنیم با احتمال تقریباً ۱۰۰٪ یک عنصر عمومی خواهد بود. لذا سریع‌ترین راه برای بررسی اینکه آیا یک جبر، دوری است یا خیر این است که یک عنصر به‌طور تصادفی از آن برداریم و بررسی کنیم که آیا آن را تولید می‌کند یا خیر، پاسخ این آزمایش با اطمینان بالایی هم‌ارز دوری بودن و نبودن جبرمان است. زیبایی این ویژگی این است که یک مفهوم جبری و مجرد ویژگی‌ای آماری دارد و می‌توان برنامهٔ نرم‌افزاری ساده‌ای برای بررسی آن نوشت.
قضیه: هر 
{\displaystyle k}
-جبر کاهش‌یافتهٔ با بعد متناهی (بعد فضای برداری)، یک جبر دوری است.